# Sigmar Gabriel
Sigmar Gabriel, född 12 september 1959 i Goslar i Niedersachsen, är en tysk socialdemokratisk politiker, från november 2009 till mars 2017 SPD:s partiledare (ordförande).
Gabriel är utbildad gymnasielärare och arbetade inom vuxenutbildning innan han gjorde karriär som heltidspolitiker. Mellan 1999 och 2003 var han ministerpresident i förbundslandet Niedersachsen. Från 2005 till 2009 var han Tysklands miljöminister i Regeringen Merkel I.
Den 17 december 2013 utsågs han till Tysklands vicekansler och till näringslivs- och energiomställningsminister i Angela Merkels storkoalitionsregering med partierna CDU/CSU/SPD. I januari 2017 blev han utrikesminister i Merkels koalitionsregering. Anledningen var att företrädaren Frank-Walter Steinmeier (SPD) kandiderade till att bli förbundspresident. Ämbetsperioden avslutades den 14 mars 2018.

## Uppväxt och familj
Gabriel föddes som andra barn till kommunaltjänstemannen Walter Gabriel (1921–2012) och sjuksköterskan Antonie Gabriel i staden Goslar i Niedersachsen, Västtyskland. Föräldrarna skilde sig när han var tre år gammal. Den äldre systern Gudrun växte upp hos mamman medan han mot sin egen vilja bodde hos fadern och farmodern i stadsdelen Jürgenohl i Goslar. 1969 tilldelades hans mor vårdnaden efter många års strid i domstol och Gabriel flyttade till henne. Först vid 18 års ålder fick Gabriel veta att hans far även under efterkrigstiden varit och fortfarande var övertygad nazist, och han bröt i samband med detta helt kontakten med fadern. Han ska enligt egen utsago ha gjort försök att försonas med fadern när de återknöt kontakten 2005, utan resultat. Först efter faderns död uttalade sig Gabriel offentligt om denna del av sin uppväxt.
Gabriel är lutheran tillhörande Tysklands evangeliska kyrka och är sedan 2012 gift i sitt andra äktenskap med tandläkaren Anke Gabriel (född Stadler). De är bosatta i Goslar. Han har från sitt första äktenskap en dotter född 1989 och i sitt nuvarande äktenskap en dotter född 2012.

## Utbildning
Gabriel tog studentexamen från Ratsgymnasium Goslar 1979 och gjorde därefter värnplikten i Bundeswehr som menig i en flygvapenradarenhet, i Goslar och Fassberg. 1982–1987 studerade han germanistik, statsvetenskap och sociologi vid Göttingens universitet och avslutade studierna med en första lärarexamen för gymnasiet. Han gjorde sin praktik på ett gymnasium i Goslar och fick 1989 sin andra lärarexamen, motsvarande en lärarlegitimation. Åren 1989–1990 arbetade han som gymnasielärare inom vuxenutbildningen.

## Politisk karriär

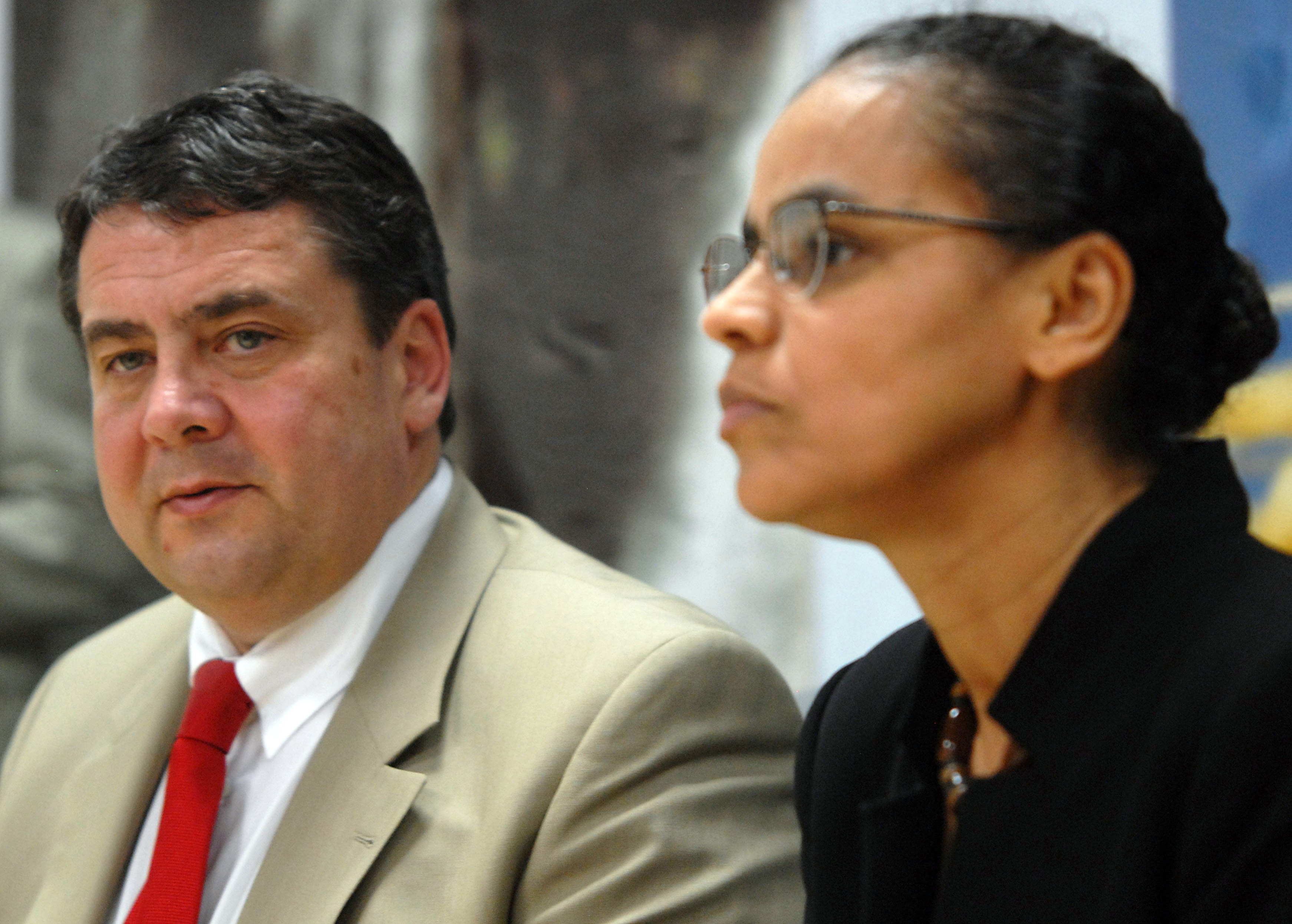
Sigmar Gabriel som miljöminister 2008 tillsammans med Brasiliens miljöminister Marina Silva.

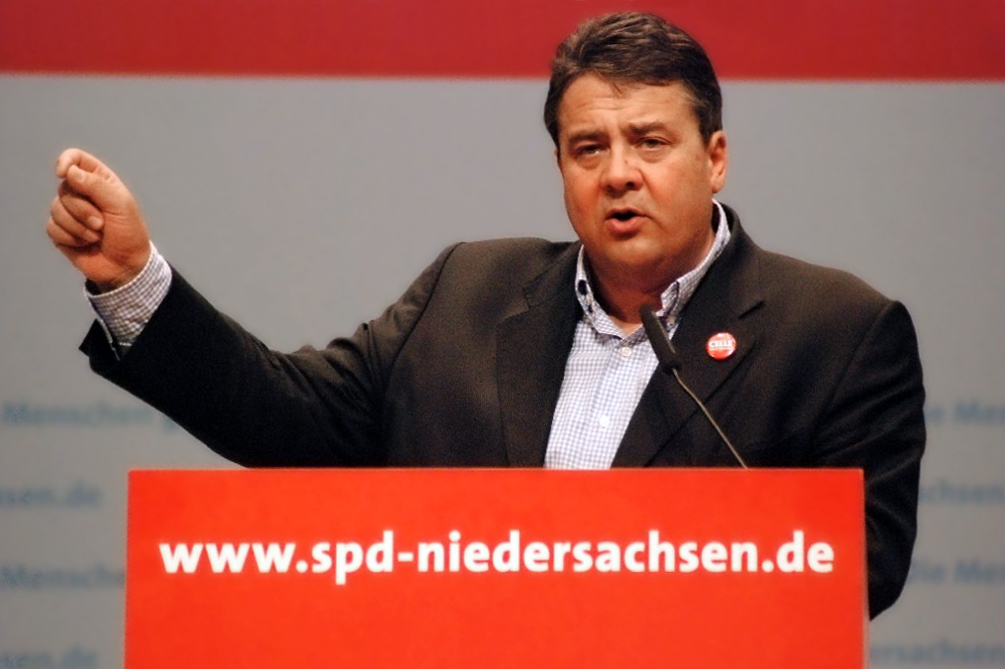
Tal vid Niedersachsens SPD-kongress 2009.

### Ungdomsförbund
Gabriel gick 1976 med i det socialistiska ungdomsförbundet SJD – Die Falken, och var under många år fram till 1989 medlem av förbundets regionala avdelning i Braunschweigdistriktet, samt som representant för detta medlem av SJD:s nationella styrelse.

### Lokal- och regionpolitiker
Gabriel blev 1987 invald i fullmäktige för Landkreis Goslar och 1991 i Goslars stadsfullmäktige. Från 1990 till 2005 var han ledamot av Niedersachsens lantdag, 1998-1999 och 2003-2005 även ordförande för SPD-gruppen i denna. 1999 till 2003 var han Niedersachsens ministerpresident, som tredje ministerpresident under samma mandatperiod. Han efterträdde då Gerhard Schröder, som valts till Tysklands förbundskansler, och dennes efterföljare Gerhard Glogowski, som på grund av en skandal tvingades avgå tidigt under mandatperioden. Han var regeringschef i delstaten fram till valförlusten 2003 då han efterträddes på posten av Christian Wulff (CDU). 2003 till 2005 var han förutom oppositionsledare för SPD-gruppen i lantdagen även särskilt ansvarig för populärkulturfrågor inom SPD på förbundsnivå.

### Förbundspolitiker
Sigmar Gabriel valdes 2005 in direkt som ledamot av Tysklands förbundsdag från Salzgitter-Wolfenbüttels enmansvalkrets. Han vann även direktmandatet i förbundsdagsvalen 2009 och 2013. 
Mellan 22 november 2005 och 27 oktober 2009 var han miljöminister i regeringen Merkel I. Under denna tid var han bland annat med om att driva igenom ett EU-omfattande förbud mot traditionella glödlampor.

### SPD-ledare
Gabriel valdes 13 november 2009 till ny SPD-partiledare efter att dessförinnan i oktober ha nominerats av partistyrelsen. Åren 2009 till 2012 var han i denna roll dessutom vice ordförande i Socialistinternationalen.